# جولی چو
جولی چو (انگلیسی: Julie Chu؛ زادهٔ ۱۳ مارس ۱۹۸۲) بازیکن هاکی روی یخ اهل ایالات متحده آمریکا است.